# Triangle Films
Ne pas confondre avec Triangle Film Corporation
Triangle Films est une société américaine de production de films pornographiques située à Van Nuys (Los Angeles) en Californie, spécialisée dans les films lesbiens.

## Histoire
La compagnie a été fondée en 2006 par un couple de lesbiennes, Kathryn (Kathy) Annelle et Shoosh. Elles sont directrices et productrices de tous les films.

## Récompenses et nominations
| Année | Cérémonie | Catégorie             | Nommé                     | Résultat   |
| ----- | --------- | --------------------- | ------------------------- | ---------- |
| 2010  | FPA       | Hottest Dyke Movie    | River Rock Women’s Prison | Lauréat    |
| 2010  | FPA       | Hottest Kink Movie    | River Rock Women’s Prison | Lauréat    |
| 2011  | AVN       | Best All-Girl Release | Justine Joli Lost         | Nomination |
| 2011  | FPA       | [ 5 ]                 | Her Little Secret         | Nomination |
| 2011  | FPA       |                       | Intimate Pursuit          | Nomination |
| 2011  | FPA       |                       | Justine Joli Lost         | Nomination |
| 2011  | FPA       |                       | They Met in Cherry Hill   | Nomination |

## Personnalités

### Actrices produites
Ci-dessous, quelques-unes des actrices les plus connues :
- Adrianna Nicole
- Aiden Starr
- Andy San Dimas
- April Flores
- Ariel X
- Asa Akira
- Ash Hollywood
- Avy Scott
- Bree Olson
- Charlie Laine
- Charlotte Stokely
- Dana DeArmond
- Elexis Monroe
- Faye Reagan
- Jana Cova
- Jandi Lin
- Jenna Haze
- Jiz Lee
- Juelz Ventura
- Julia Ann
- Justine Joli
- Kimberly Kane
- Kristina Rose
- Lea Lexis
- Lily LaBeau
- Madison Young
- Marie Luv
- Melissa Monet
- Michelle Lay
- Misty Stone
- Nina Hartley
- Penny Flame
- Penny Pax
- Ryan Keely
- Samantha Ryan
- Sandra Romain
- Sasha Grey
- Satine Phoenix
- Sinn Sage
- Skin Diamond
- Sunny Lane
- Syd Blakovich
- Zoe Britton
- Zoe Voss